# Joëlle Prungnaud
Pour les articles homonymes, voir Prungnaud.
Joëlle Prungnaud, née le 27 janvier 1950, est professeur émérite de littérature comparée à l'université de Lille.

## Biographie
Certifiée et agrégée de lettres modernes, docteure de l’université de Paris-Sorbonne (Paris IV) et habilitée à diriger des recherches, Joëlle Prungnaud a enseigné à l’université de Lille, comme maître de conférences (de 1994 à 2002) puis comme professeure en Littérature comparée (de 2002 à 2012).
Sa thèse de doctorat, soutenue en 1993 sous la direction du professeur Jean de Palacio, porte sur la continuité de la référence « gothique », en Grande-Bretagne et en France au XIXe siècle et étudie tout particulièrement sa résurgence dans la littérature de la Décadence (1880-1918).
Elle est chercheuse associée dans l'Équipe d’Accueil ALITHILA de l'université de Lille.

## Thématiques de Recherche

### Postérité de la référence gothique
Dans le domaine esthétique, le mot « gothique » qualifie le mouvement médiévaliste de renouveau architectural qui a pris naissance en Angleterre (Gothic Revival) et qui, porté par le romantisme, s’est développé dans toute l’Europe. Dans le domaine littéraire, il désigne un genre romanesque (Gothic novel) fondé sur l’association entre un personnage terrifiant (moine satanique, despote pervers, revenant) et une demeure noire (château, abbaye). La thèse de Joëlle Prungnaud reconstitue la filiation du mythe et du genre gothiques dans la littérature anglaise et française, tout au long du XIXe siècle, en trois étapes : jusqu’en 1840, avec le roman noir de la Restauration en France, le roman historique et gothico-historique en Angleterre, le conte romantique et le roman frénétique. À partir de 1840, l’héritage gothique se manifeste dans le roman populaire en France (Frédéric Soulié, Emile Richebourg, Eugène Sue) et, outre-Manche, nourrit une fiction très prolifique (Penny-Dreadfuls, Sensation novel) et prisée du grand public. Enfin, au tournant du siècle, la littérature de la Décadence renouvelle à la fois l’adhésion à l’idéal artistique du Moyen Âge (mythe de la cathédrale) et l’écriture de la peur. Le Gothique fin-de-siècle s’avère novateur dans la forme (texte court ou narration éclatée) comme dans l’imaginaire (figure du vampire, variantes modernes du château) et fait évoluer la terreur vers l’inquiétante étrangeté, à la limite du fantastique.

### Littérature et architecture
Après sa thèse de Doctorat, Joëlle Prungnaud a élargi ses recherches à l’étude de la relation entre littérature et architecture : que représente l’architecture et comment est-elle représentée dans le texte littéraire ? Quelles sont les modalités descriptives de l’édifice (ekphrasis) et quel est son statut dans l’œuvre (décor, lieu de l’action, structure symbolique, actant du récit) ? Les interférences entre l’art d’écrire et l’art de bâtir ont été explorées dans le cadre d’une réflexion pluridisciplinaire (colloque Architecture et discours), ainsi que l’inscription du monument historique dans le texte littéraire, fictif ou non fictif (colloque Les Monuments du passé). Dans le contexte du dialogue entre les arts, le langage de l’architecture (concepts, lexique spécialisé) peut s’offrir comme modèle à l’écrivain et devenir opératoire dans le champ de l’écriture (métaphores architecturales, le livre de pierre, l’architecture littéraire).

### Figure littéraire de la cathédrale
Parallèlement à la réflexion générale et théorique sur littérature / architecture, Joëlle Prungnaud a développé une recherche thématique sur la représentation de la cathédrale dans l’œuvre littéraire, en tant que décor, figure à part entière, motif structural ou métaphorique. A la fin du XIXe siècle, naturalistes, symbolistes et décadents prennent le relais des romantiques pour célébrer un édifice architectural qu’ils investissent d’une pluralité de significations, parfois contradictoires. Le paradigme de la grande église gothique du Nord est déconstruit au profit de contre-modèles façonnés par l’hybridité des formes et les extravagances de l’imagination. La cathédrale s’affranchit de la matière pour devenir matrice de création, source d’invention formelle et s’ouvrir à la modernité de l’écriture.
La célébration du Centenaire de la Première Guerre mondiale a été l’occasion de s’interroger sur les effets des destructions architecturales de la Grande Guerre (notamment les dommages infligés aux cathédrales) et sur la manière dont les écrivains contemporains ont pris position à la fois comme témoins du désastre et comme défenseurs du patrimoine. L’argumentaire des discours de protestation est révélateur des clivages politiques, des manipulations de l’opinion au service de la propagande et fait aussi émerger des voix singulières fortes de leur discordance. La représentation littéraire d’une architecture meurtrie par la violence guerrière renouvelle l’expression de l’imaginaire de la ruine.
Le 15 avril 2019, au choc émotionnel provoqué par l’incendie de Notre-Dame de Paris a succédé une volonté de réfléchir collectivement aux effets du traumatisme sur notre relation au patrimoine architectural et de s’interroger sur le statut de la cathédrale dans nos sociétés modernes. La destruction de la flèche a été à l’origine de la prise de conscience du rôle déterminant joué par le XIXe siècle sur l’image de la cathédrale médiévale et sur notre vision du Moyen Âge. Le chantier de restauration en cours ouvre un vaste champ d’investigation pour la recherche dans de nombreux domaines, notamment celui de l’histoire du monument et de son inscription dans la littérature. Étant donné sa prédilection pour ce type de problématiques, Joëlle Prungnaud a rejoint l'Association des Scientifiques au service de la restauration de Notre-Dame de Paris. Elle contribue, par la rédaction de fiches thématiques, à la diffusion des connaissances sur le sujet auprès du grand public.

## Travaux et publications

### Le gothique

#### Ouvrage
- Gothique et Décadence : Recherches sur la continuité d’un mythe et d’un genre au XIXe siècle en Grande-Bretagne et en France, Paris, Honoré Champion, 1997, 498 p. Réimpression 2015 (issu de la thèse de Doctorat).

#### Articles de revue
- «La traduction du roman gothique anglais en France au tournant du XVIIIe siècle», TTR Traduction, Terminologie, Rédaction, Université Concordia, Montréal, vol. VII, no 1, Genres littéraires et traduction, numéro dirigé par Jean-Marc Gouanvic, 1er semestre 1994, p. 11-46.
- «L'image de l'architecture gothique dans la littérature fin-de-siècle», Cahiers de Recherches Médiévales (XIIIe - XVe), 2, 1996, p. 137-147.
- «Vampires de la Décadence», Les Cahiers de l'Herne, 68, 1997, Dracula, de la mort à la vie, sous la direction de Charles Grivel, p. 44-51.
- «Postérité du roman gothique anglais au XIXe siècle», Une Littérature anglaise de l'inquiétude, Annales du monde anglophone, Université de Provence, L'Harmattan, 2e semestre 1998, no 8, p. 87-99.
- «Architecture et sujet: expérience d'une confrontation», Revue de Littérature Comparée, juillet-septembre 1999, no 3, p. 371-389.

#### Contributions à des volumes collectifs
- «Roman gothique et renouveau esthétique au tournant du XVIIIe siècle en Grande-Bretagne et en France» in Genres as Repositories of Cultural Memory, edited by Hendrik Van Gorp and Ulla Musarra-Schroeder, Amsterdam-Atlanta, Rodopi, 2000, p. 51-66.
- «La mort au féminin : du gothique au grotesque macabre», in Anamorphoses décadentes. L’art de la défiguration. 1880-1914, Études offertes à Jean de Palacio, sous la direction d’Isabelle Krzywkowski et de Sylvie Thorel-Cailleteau, Paris, Presses de l’université de Paris-Sorbonne, 2002, p. 151-170.
- « Victor Hugo et le Comité des arts et monuments », in Victor Hugo et le débat patrimonial, sous la direction de Roland Recht, Textes réunis par Gennaro Toscano avec la collaboration de Fabien Jamois, Paris, Institut National du Patrimoine, Somogy Editions d’Art, 2003, p. 45-64.
- « Demeures gothiques », in Lectures de. Consuelo, La Comtesse de Rudolstadt de George Sand, sous la direction de Michèle Hecquet et Christine Planté, Lyon, Presses universitaires de Lyon, 2004, p. 119-132.
- « Le gothique entre esthétique et littérature », Malice no 3, mai 2012, sous la direction d’Eric Lecler et Sandra Raguenet, Aix Marseille Université, CIELAM, site http://cielam.univ-amu.fr/node/515
- « Roman gothique-roman noir », in Dictionnaire littéraire de la nuit, sous la direction d’Alain Montandon, Paris, Honoré Champion, 2013, vol. 2, p. 1241-1253.

#### Conférence
- « De la naissance des vampires à Dracula », Conférence donnée le 20 septembre 2013, dans le cadre des Etudes Populaires d'Amiens Métropole (EPAM) à la librairie Chapeau melon et piles de livres, 11 rue des Lombards, Amiens

### Littérature / architecture

#### Colloques
- Architecture et discours en collaboration avec Marie-Madeleine Castellani (Villeneuve-d'Ascq, Editions du Conseil scientifique de l'Université Charles-de-Gaulle-Lille 3, 2006, 277 p.).
- Colloque Les Monuments du passé, en collaboration avec Fiona McIntosh-Varjabédian (Villeneuve-d'Ascq, Editions du Conseil scientifique de l'Université Charles-de-Gaulle-Lille 3, 2008, 195 p.)
- Postérité de John Ruskin : l’héritage ruskinien dans les textes littéraires et les écrits esthétiques, en collaboration avec Isabelle Enaud-Lechien, Paris, Classiques Garnier, 2011, 386 p.

#### Articles
- « Art de l'espace et art du verbe : l'architecture littéraire selon Walter Pater », in Littérature et espaces, sous la direction de Juliette Vion-Dury, Jean-Marie Grassin, Bertrand Westphal (Limoges, Presses universitaires de Limoges (PULIM), 2003), p. 635-644.
- « L’écrivain et les mots de l’architecte : métaphores architecturales et discours critique à la fin du XIXe siècle », Cahiers thématiques no 3, Pratiques du langage. Arts, architecture, littérature (Editions de l’Ecole d’Architecture de Lille, 2003, CEC), p. 121-129.
- « Victor Hugo et le Comité des arts et monuments », in Victor Hugo et le débat patrimonial, sous la direction de Roland Recht, Textes réunis par Gennaro Toscano avec la collaboration de Fabien Jamois, (Paris, Institut National du Patrimoine, Somogy Editions d’Art, 2003), p. 45-64.
- « Lexique architectural et langue littéraire à la fin du XIXe siècle » in Architecture et discours, op. cit., 2006, p. 183-194.
- « Architecture et paysage dans les Trois villes d’Emile Zola », Revue des Sciences humaines, no 4,  2006, p. 167-184.
- « Une écriture habitée par l’architecture. Espace, lieu et objet dans l’œuvre de Julien Gracq », in Architecture et littérature : une interaction en question, XXe – XXIe siècles, Colloque de Cerisy, sous la direction de Pierre Hyppolite, Antoine Leygonie, Agnès Verlet (Aix-Marseille Université, Presses Universitaires de Provence, 2014), p. 117-126.
- « L’architecture dans la littérature d’art », in La « Littérature d’art : entre critique et création, Textes réunis par Joëlle Prungnaud (Villeneuve-d'Ascq, Editions du Conseil scientifique de l'Université Charles-de-Gaulle-Lille 3, 2010), p. 203-219.
- « Huysmans et l’architecture », in Huysmans et les arts, sous la direction de Jérôme Solal, La Revue des lettres modernes, Paris, Minard, 2016, p. 261-281.

### La cathédrale

#### Ouvrage et direction d’ouvrages
- Figures littéraires de la cathédrale (1880-1918), Villeneuve d’Ascq, Presses Universitaires du Septentrion, 2008, 270 p.
- La Cathédrale, Villeneuve-d'Ascq, Editions du Conseil scientifique de l'Université Charles-de-Gaulle-Lille 3, 2001, 305 p.
- Ecritures de la Grande Guerre, Paris, SFLGC, Nîmes, Lucie Editions, collection Poétiques comparatistes, 2014, 202 p.

#### Articles
- « La cathédrale : un lieu en représentation au tournant du XIXe siècle », Poétique des lieux, Etudes rassemblées par Pascale Auraix-Jonchière et Alain Montandon, Clermont-Ferrand, Presses universitaires Blaise Pascal, 2004, p. 121-138.
- « Liturgie et imaginaire de la cathédrale en littérature (1880-1914)», Art sacré, Cahiers de Rencontre avec le patrimoine religieux, no 26, Images de la cathédrale dans la littérature et dans l’art, 2008, p. 25-33.
- « La cathédrale gothique : modèles et contre-modèles au tournant du XIXe siècle », in L’imaginaire moderne de la cathédrale, sous la direction de Georges Roque, Paris, Librairie d’Amérique et d’Orient Jean Maisonneuve, 2012, p. 25-39.
- “Writers’ Response to the Architectural Destructions of the Great War”, Journal of War & Culture Studies, London, Routledge, 2016, 9:3, p. 237-251.
- « La Bible d’Amiens de John Ruskin », NORD’, no 70, décembre 2017, Amiens et la littérature, Etudes réunies par Marie-Madeleine Castellani, p. 95-110.
- « L’imaginaire de la cathédrale à l’épreuve de la Grande Guerre », in The Idea of the Gothic Cathedral. Interdisciplinary Perspectives on the Meanings of the Medieval Edifice in the Modern Period, edited by Stephanie A. Glaser, Turnhout (Belgique), Brepols, 2018, p. 171-195.
- « Les destructions architecturales de la Grande Guerre : enjeux des discours de protestation », in M. Finck, T. Victoroff, E. Zanin, P. Dethurens, G. Ducrey, Y.-M. Ergel, P. Werly (éd.), Littérature et expériences croisées de la guerre. Apports comparatistes. Actes du XXXIXe Congrès de la SFLGC, URL : http://sflgc.org/acte/joelle-prungnaud-les-destructions-architecturales-de-la-grande-guerre-enjeux-des-discours-de-protestation/
- « Notre-Dame de Paris ou le Moyen Age revisité par le XIXe siècle », fiche thématique mise en ligne le 02 octobre 2019, site Association des scientifiques au service de la restauration de Notre-Dame de Paris
- « Les cathédrales dans la Grande Guerre et le regard des écrivains », in Cathédrales en guerre XVIe – XXIe siècle, Xavier Boniface, Louis Dessaivre (dir.), Villeneuve d’Ascq, Presses universitaires du Septentrion, 2020, p. 223-236.
- « Joris-Karl Huysmans (1848-1907) et Notre-Dame de Paris », fiche thématique mise en ligne le 10 mars 2020, site Association des scientifiques au service de la restauration de Notre-Dame de Paris